# Тонконіг однорічний
{{#ifeq:0|0|{{#if:|{{#if:Poaannua|[[]}}|}}}}
Тонконіг однорічний (Poa annua L.) — вид рослин з роду тонконіг (Poa) родини тонконогових (Poaceae).

## Загальна біоморфологічна характеристика

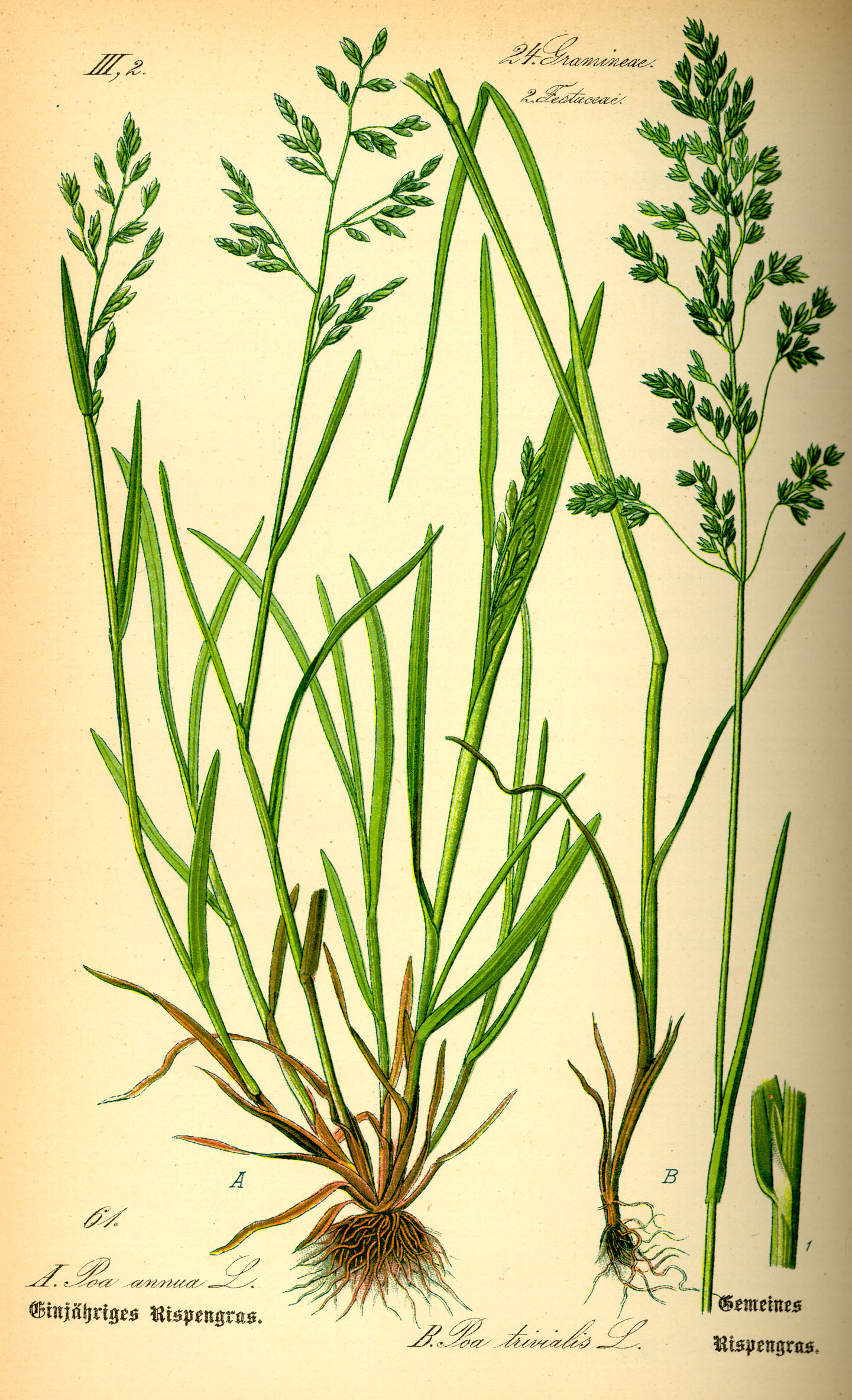
Ілюстрація водяного різака у книзі Отто Вільгельма Томе «Flora von Deutschland, Österreich und der Schweiz» 1885, Gera, Germany

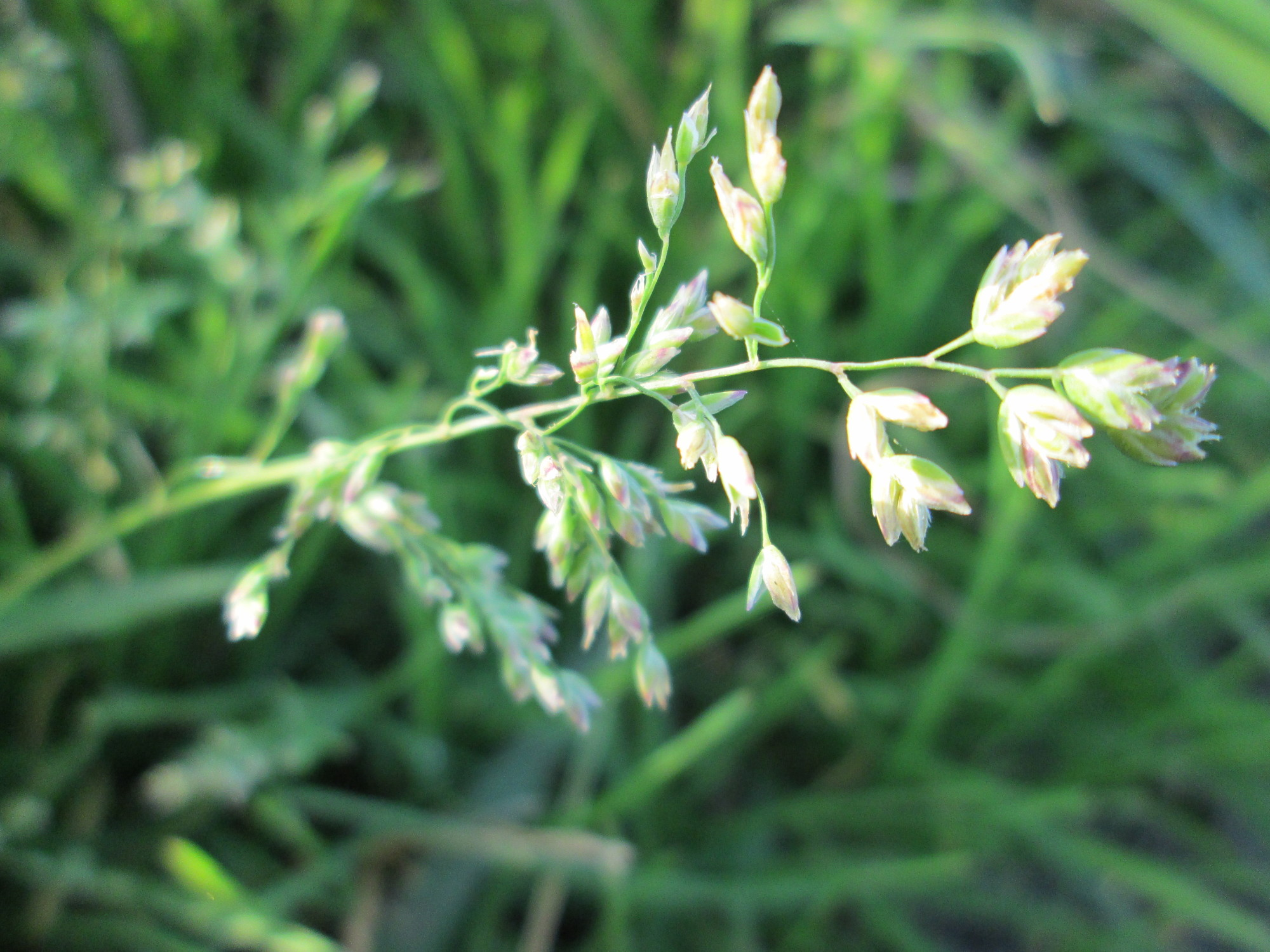
Волоть тонконога однорічного

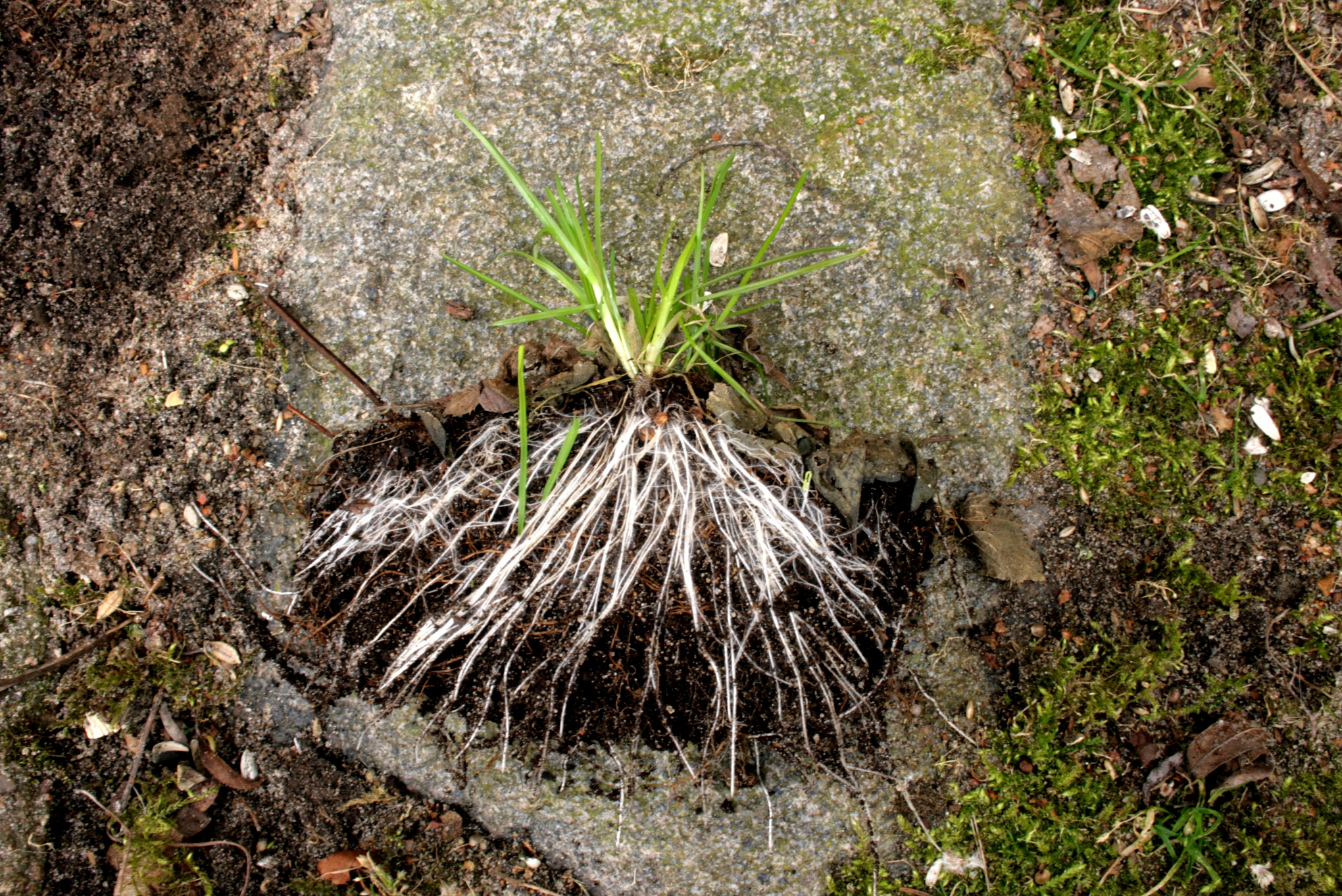
Коріння тонконога однорічного

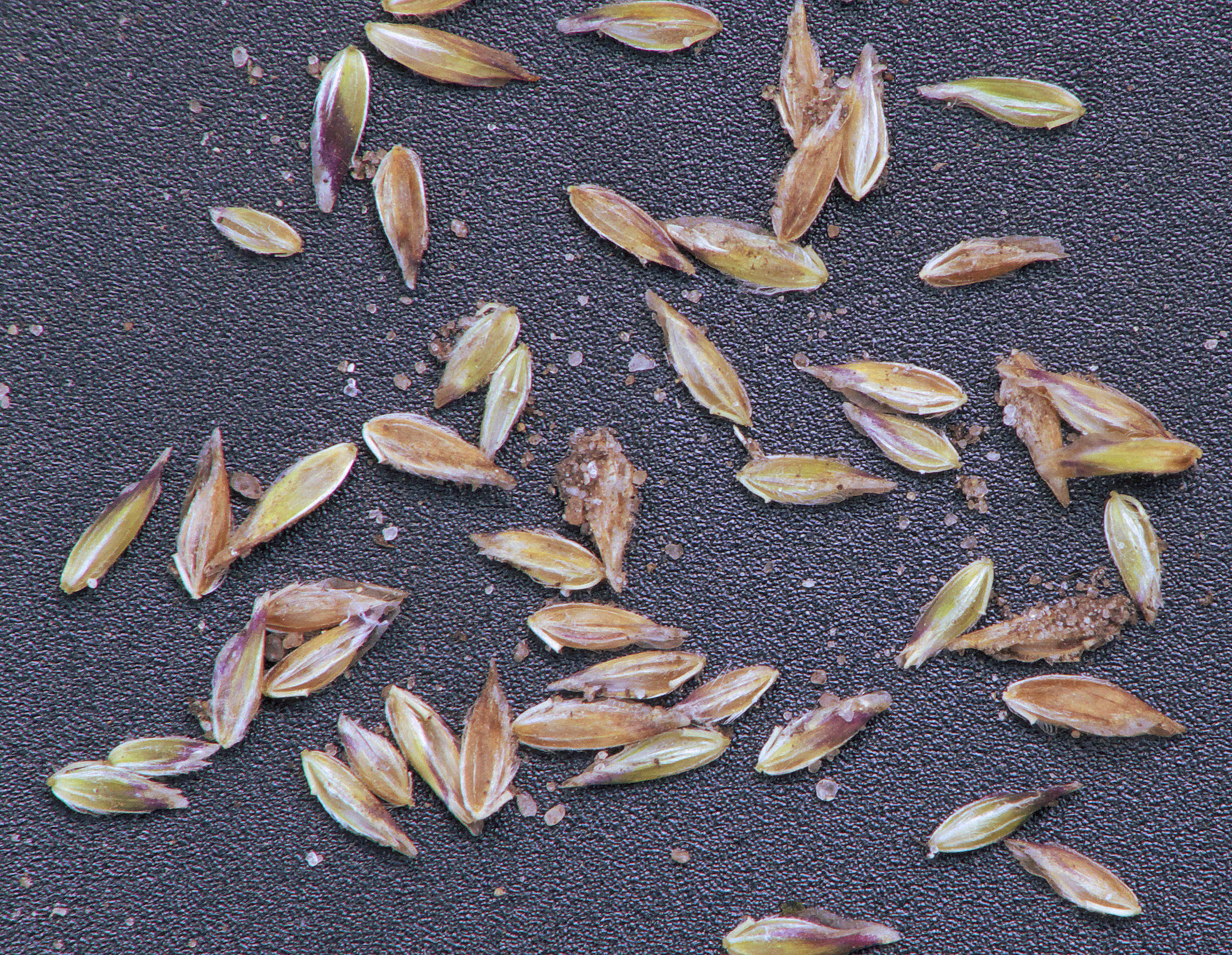
Насіння тонконога однорічного

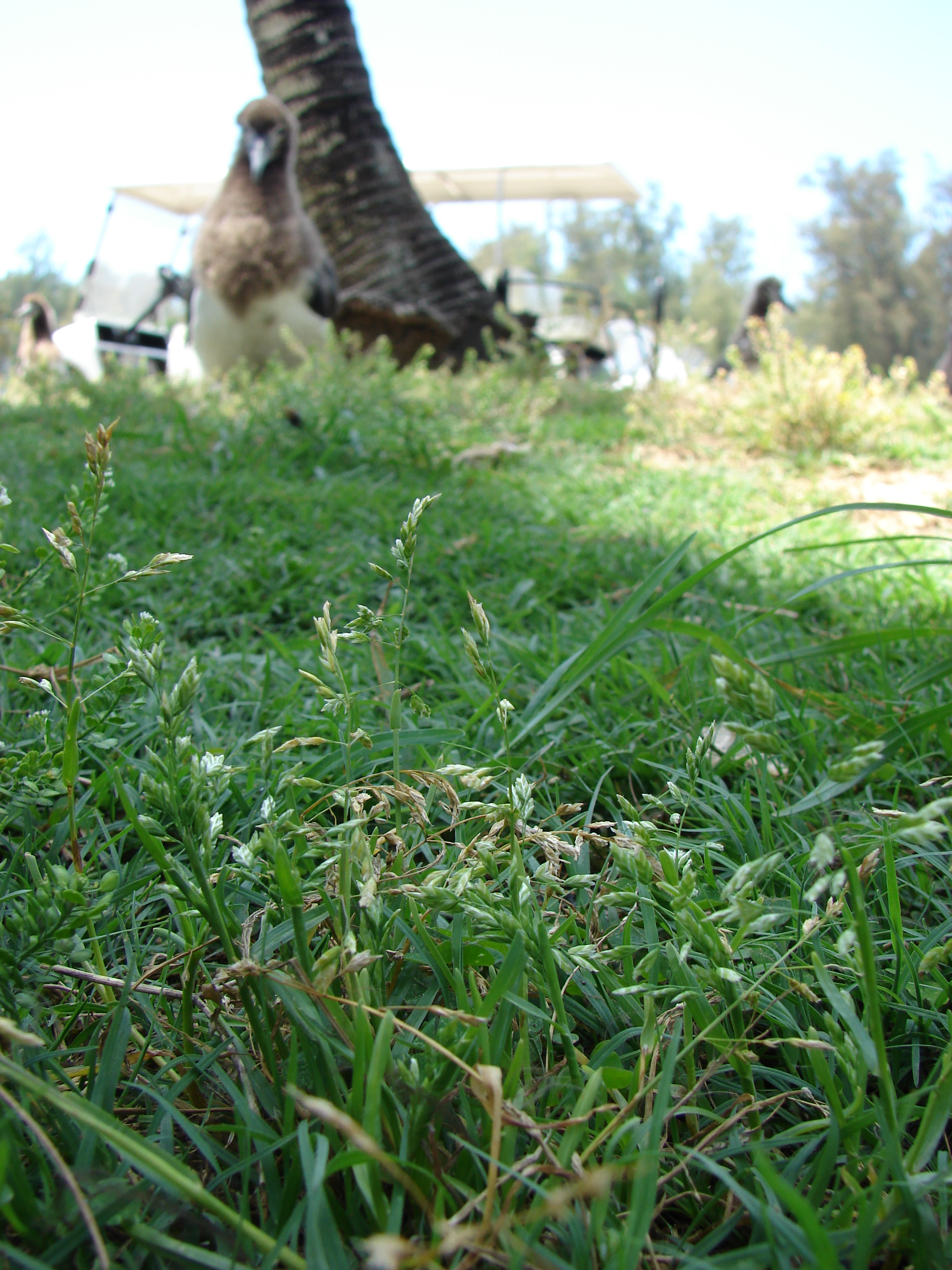
Тонконіг однорічний на атолі Мідвей

Однорічна, дворічна, рідше багаторічна рослина. Утворює невеликі пухкі дерновинки з корінням. Коренева система — мичкувата. Стебло 5–35 см заввишки, висхідне, а в перезволожених місцях полегле. Листові пластинки 0,5–4 мм завширшки. Піхви голі і гладкі. Язичок 1–3 мм завдовжки. Суцвіття волотисте, під час цвітіння розлоге, пірамідальне. Волоть до 7 см завдовжки, відносно малоколоскова з гладкими гілочками, розташованими у вузлах по 1–2. Колоски 3–6 мм завдовжки, 3–7 квіткові, з тупими колосковими лусками. Нижня колоскова луска з 1 жилкою, верхня з 3 жилками. Нижня квіткова луска з 5 жилками, по кілю і крайовим жилкам зазвичай опушена довгими волосками. Калус завжди голий. Довжина пиляків не перевищує 1 мм. Цвіте у травні–вересні, плодоносить у червні–жовтні. Плід — плівчаста зернівка. Форма — човниково-тригранна, безоста, загострена доверху. Колір — зеленувато-сірий чи світло-коричневий. Розмір — довжина 2,5–3,5, ширина 0,75, товщина 0,75–1 мм. Маса 1000 зернівок — 0,25–0,5 г. Максимальна плодючість — до 1100 зернівок, Глибина проростання — не більше 3–4 см. Життєздатність у ґрунті — 3,5 роки. Період спокою — відсутній, літні сходи перезимовують.
Число хромосом — 2n = 28.

## Поширення
Ця рослина-космополіт є дуже поширеною і часто трапляється по всій зоні помірного клімату обох півкуль, а також в тропічних високогірних районах. Ймовірне походження Європа. Основні місця зростання розташовані в Європі, Азії, на заході центральної частини Північної Америки, в Південній Америці, Західній, Центральній і Південній Африці, на Азорських островах, в Австралії. Тонконіг однорічний помічений на західних схилах Антарктичного півострова поряд з чотирма дослідницькими станціями, куди його насіння потрапило на одязі і чоботах дослідників. Ця трава вже колонізувала декілька антарктичних островів, де вона стала панівним видом рослинності.

## Екологія
Вид невимогливий до ґрунтів, мешкає як на небагатих, так і досить багатих ґрунтах. Зустрічається на надлишково алювіальних ґрунтах. Зростає по прирічкових пісках і галечниках, як рудеральна рослина, рясно росте в місцях інтенсивного випасу худоби і витоптування, на вологих і сирих луках. Росте на городах, полях, парах, у садах, біля доріг, по берегах водойм.

## Господарське значення
Рудерально-сегетальний бур'ян. Звичайний засмічувач в посівах овочевих сільськогосподарських культур. На полях з хорошими родючими ґрунтами може сильно розростатися. Заходи боротьби: агротехнічні заходи та хімічна прополка.
Цей вид в деяких місцях також культивується. Добра кормова рослина на багаторічних пасовищах. Може використовуватися для влаштування газонів, але легко поширюється на сусідні ділянки.

## Систематика
В деяких сучасних наукових джерелах Poa annua розглядається як синонім Ochlopoa annua (L.) H.Scholz